# 43 Korpus Armijny (ZSRR)
43 Korpus Armijny (ros. 43-й армейский корпус) – wyższy związek taktyczny Armii Radzieckiej z okresu zimnej wojny.

## Struktura organizacyjna
W 1989
- dowództwo
- 118 Dywizja Zmechanizowana[a]
- 272 Dywizja Zmechanizowana[b]
- 88 Dywizja Zmechanizowana[c]
- Brygada Rakiet Przeciwlotniczych